# Tamápatz
Tamápatz är en ort i Mexiko.   Den ligger i kommunen Aquismón och delstaten San Luis Potosí, i den centrala delen av landet, 240 km norr om huvudstaden Mexico City. Tamápatz ligger 893 meter över havet och antalet invånare är 1 004.
Terrängen runt Tamápatz är huvudsakligen kuperad, men åt sydost är den bergig. Runt Tamápatz är det ganska tätbefolkat, med 134 invånare per kvadratkilometer. Närmaste större samhälle är Tampate, 9,4 km nordost om Tamápatz. I omgivningarna runt Tamápatz växer i huvudsak städsegrön lövskog.